# Neil Meitzler
Neil Meitzler (* 14. September 1930 in Pueblo, Colorado; † 21. Februar 2009) war ein US-amerikanischer Maler, der vor allem im pazifischen Nordwesten für seine Landschaftsmalerei und Naturdarstellungen in einem unverwechselbar modernen Stil bekannt war.

## Leben
Geboren als Herbert Neil Claussen in Pueblo, Colorado, zog Meitzlers Familie während der Weltwirtschaftskrise nach Oregon, wo er den Nachnamen seines Stiefvaters annahm. Als er zwölf Jahre alt war, zog die Familie nach Orting, Washington, wo sie ein erfolgreiches Blumengeschäft betrieb. Seine Mutter und sein Stiefvater waren gläubige Adventisten. Schon früh interessierte sich Neil Meitzler für Kunst und strebte eine Karriere als professioneller Künstler oder Geistlicher an. Nach der High School zog er nach Seattle und arbeitete schließlich als Zeichner bei Boeing. Dort gewann er einen Kunstwettbewerb für Mitarbeiter, was zu Ausstellungen in kleinen Galerien und ersten Verkaufserfolgen führte. In dieser Zeit lernte er den Künstler Kenneth Callahan kennen, der zu seinem Mentor wurde. Außerdem schloss er Freundschaft mit Künstlern der Northwest School wie Morris Graves und Mark Tobey.
1957 begann Neil Meitzler als Ausstellungsdesigner am Seattle Art Museum zu arbeiten, eine Position, die er bis 1977 innehatte. In dieser Zeit erlangte er regionale Bekanntheit und stellte in renommierten Galerien wie der Zoë Dusanne Gallery und dem Seattle Art Museum aus. Ende der 1970er Jahre verließ er den Nordwesten, um für den Verlag der Siebenten-Tags-Adventisten an der Ostküste zu arbeiten. 1989 kehrte er nach Washington zurück und ließ sich in Walla Walla nieder, wo er mit dem Maler und Landschaftskünstler Ikune Sawada zusammenlebte. Neil Meitzler starb am 21. Februar 2009 an Bauchspeicheldrüsenkrebs.

## Werk
Neil Meitzlers Gemälde sind bekannt für ihre dicken, lasierenden Farbschichten, die sich mit gesprühter und getupfter Farbe überlagern, um lebendige Oberflächen zu schaffen, die Berglandschaften und Wasserfälle darstellen. Seine Werke bewegen sich oft an der Grenze zwischen figurativer und abstrakter Kunst und sind stark von der Northwest School und asiatischer Kunst beeinflusst. Er war hauptsächlich Autodidakt und erhielt nur eine kurze formale Ausbildung durch den Künstler Kenneth Callahan.